# 法屬赤道非洲
法屬赤道非洲（法語：Afrique Équatoriale Française，簡稱AEF）是1910年到1959年期間法國在非洲中部的殖民地联邦政權。疆域范围从刚果河向北延伸到撒哈拉沙漠。主要包括四部分，大致相当于现在的加蓬、刚果共和国、中非共和国和乍得。总督设在布拉柴维尔。

## 歷史
此區於1910年初設時，由四個法屬行政委任區（加彭、剛果、烏班吉-沙立、乍得）組成，接鄰八個國際行政區域：葡屬卡賓達 、西屬幾內亞、德屬喀麥隆、聯合王國屬奈及利亞殖民地保護國、法屬尼日軍管地、的黎波里王國、聯合王國屬埃及蘇丹地區保護地、比屬剛果。
1911年，由于阿加迪爾危機，法國政府將此區和德屬喀麥隆接鄰邊界互作調整，割讓面積近卅萬平方公里權充德屬新喀麥隆，幾乎形成三塊飛地：乍得-烏班吉-沙立、剛果-烏班吉、加彭-剛果地區，而且不再與西屬幾內亞接壤；亦間接導致義大利與奧斯曼土耳其苏丹國爆發戰爭，並於1912年簽署洛桑條約和解，此區始與義屬北非地區接壤。
第一次世界大战末期，由於德國爆發政變，帝制政府改組成威瑪共和，並宣佈無條件投降；德屬新喀麥隆領域歸還此區；1911年劃歸法屬乍得的德屬喀麥隆東北部份領土維持不變，並且復與葡屬卡賓達接壤。
1920年，此區與新設國聯二等託管地：法屬喀麥隆接壤。
在第二次世界大战期间，在費利克斯·埃布埃领导下，自由法国政府的軍队在法属赤道非洲重整旗鼓，加蓬在1940年6月16日至11月12日期间一度由法蘭西國统治；自由法國政府進行整合統治後，此區成为该运动在非洲的活动中心。
1940年代，法屬尼日軍管地列入法屬西非，此區始與法屬西非轄區接壤。
1943年，義大利王國戰敗退出北非地區，此區始與法管費贊、聯合王國管昔蘭尼加二區接壤。
1944年7月，自由法國政府解散，由法蘭西共和國進行統治。
1946年，聯合國取代國際聯盟，此區始與聯合國託管地：法屬喀麥隆接壤，並且加入法蘭西聯盟。
1947年，聯合王國屬奈及利亞聯邦政府成立，此區始與聯合王國屬奈及利亞聯邦政府轄區接壤。
1949年，聯合王國管昔蘭尼加地區獨立，此區始與昔蘭尼加酋長國接壤。
1951年，昔蘭尼加酋長國、聯合王國管的黎波里塔尼亞及法管費贊三地區聯合組成利比亞，此區始與利比亞聯合王國接壤。
1958年9月经过全民公决，法蘭西聯盟解散，此區四部各自分立實行自治（除了烏班吉-沙立地區改名成立中非共和國以外，加彭、剛果、乍得三區大致沿用法屬殖民地時期名稱），並且加入新設的法兰西共同体。

### 解散之後（自治政府＆中非聯盟）
1959年，前法屬赤道非洲四部分立的自治政府组建名謂中非共和国联盟（法語：Union des républiques d'Afrique centrale，簡稱URAC）的过渡性質政體。
1960年8月，中非共和國聯盟瓦解，前法屬赤道非洲四區自治政府各自独立為共和國。

## 行政
1934年以前，法屬赤道非洲與法屬西非均為殖民地联邦。到了該年，法屬赤道非洲改為單一制，構成殖民地變成大區，再後來於1937年成為領地。在這統一之前，各成員有自己的財政，而統一後就由單一的財政部門處理。
截至1942年，法屬赤道非洲由總督管理，該職位有「民事和軍事，所有服務的最高決策權」。不過，其權力在實踐中受到法國集中化殖民政策的限制。1942年英國海軍情報殖民地手冊的作者寫道：“巴黎當局制定大多最重要的立法，而總督則只補充一些小細節和懲罰。”總督得到行政協商委員會的協助（行政局，Conseil d'Administration），由重要的地方官員和一些非洲和歐洲成員間接選舉組成。
在單一制時期，其中三個構成領地由州長管理，而剛果地區則由總督直接管轄。